# Autocrates aeneus
Autocrates aeneus is een keversoort uit de familie Trictenotomidae. De wetenschappelijke naam van de soort is voor het eerst geldig gepubliceerd in 1847 door Parry.